# Ibn Madà
Àhmad ibn Abd-ar-Rahman ibn Muhàmmad ibn Sad ibn Hàrith ibn Àssim ibn Madà al-Lakhmí, més conegut simplement com a Ibn Madà, fou un gramàtic andalusí del segle xii, nascut a Còrdova vers el 1119. Va estudiar a Sevilla i Ceuta i va escriure tres obres de gramàtica de les quals només se'n conserva una. Va morir a Sevilla l'any 1195.